# Aktieåterköp

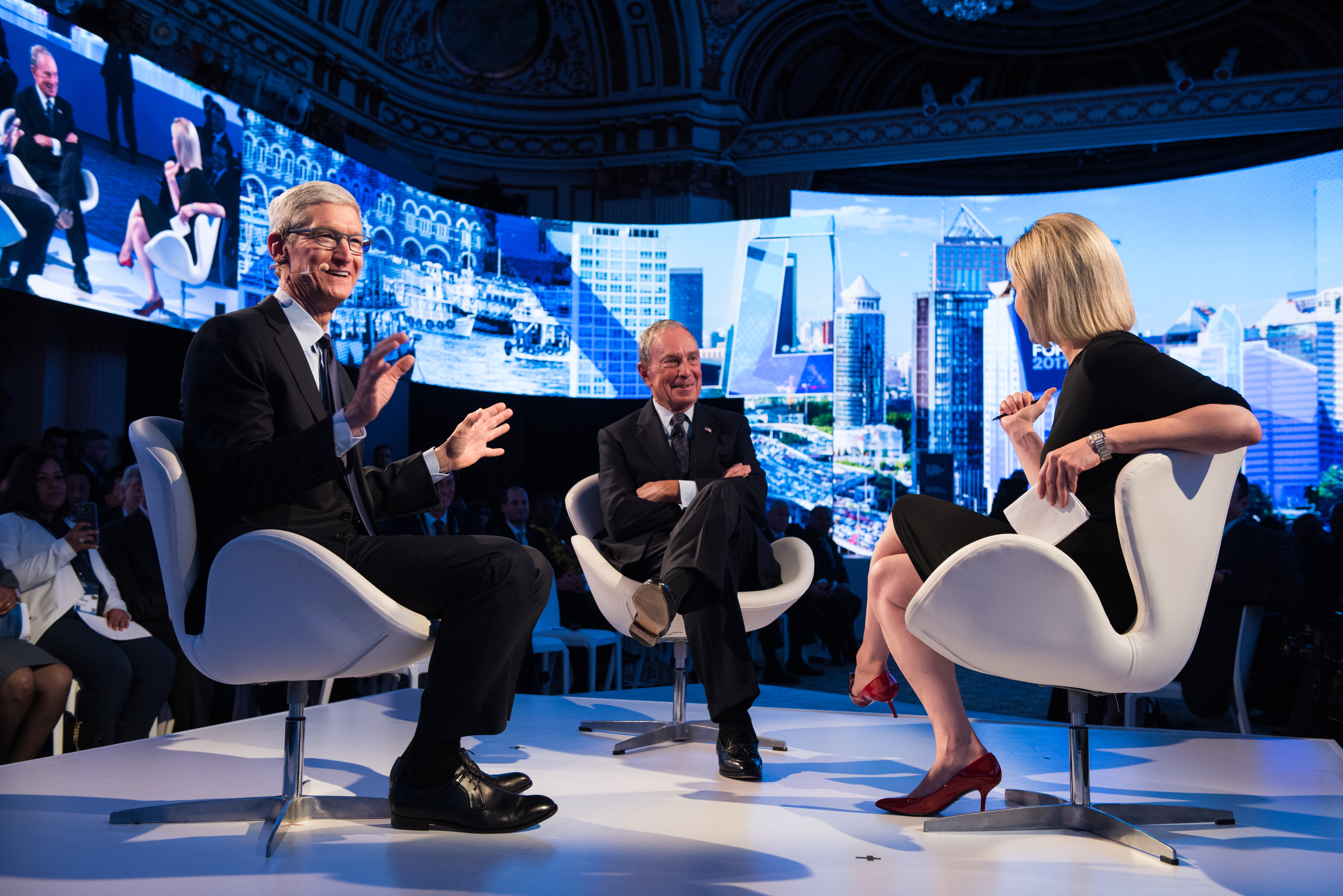
Apple Inc.:s Tim Cook tillsammans med Mike Bloomberg och Megan Murphy, 2017. Apple gör rekordstora aktieåterköp, under första halvan av 2018 återköpte företaget sina egna aktier för 43,5 miljarder amerikanska dollar.

Aktieåterköp är ett alternativ till aktieutdelning för ett aktiebolag som vill betala ut pengar till aktieägare. I en vanlig aktieutdelning delar företaget ut ett visst belopp per aktie, men i ett aktieåterköp köper företaget aktier i sig självt (vanligtvis på den öppna marknaden, det vill säga börsen).
De inköpta aktierna kan antingen makuleras, alltså ogiltigförklaras och upphöra att existera, eller behållas bland företagets övriga tillgångar för att säljas i framtiden (ungefär som i en nyemission). Aktier som ägs av företaget självt ägs i förlängningen av övriga aktieägare och räknas därför inte till antalet utestående aktier.

## Exempel
Ett företag har ett börsvärde på 1 miljard kronor och 100 miljoner utestående aktier. En aktie kostar alltså 10 kr (börsvärdet, 1 miljard kronor, delat med antalet utestående aktier, 100 miljoner st). Företaget använder 100 miljoner kronor för att köpa tillbaka 10 miljoner av sina egna aktier, vilket betyder att antalet utestående aktier sjunker till 90 miljoner st samtidigt som företagets värde sjunker med 100 miljoner kronor (pengar som nu finns hos de som sålde aktierna). Aktiepriset förblir detsamma eftersom företagets värde sjunker i samma takt som antalet utestående aktier - 900 miljoner kronor delat på 90 miljoner aktier är lika med 10 kr per aktie.
| Utbetalningsform | Före                                                 | Under                                                         | Efter |
| ---------------- | ---------------------------------------------------- | ------------------------------------------------------------- | --- |
| Aktieåterköp     | 1 miljard kr / 100 miljoner aktier = 10 kr per aktie | 100 miljoner kr betalas ut till säljare av 10 miljoner aktier | 900 miljoner kr / 90 miljoner aktier = 10 kr per aktie, och färre aktier totalt                           |
| Aktieutdelning   | 1 miljard kr / 100 miljoner aktier = 10 kr per aktie | 100 miljoner kr fördelas till aktieägare                      | 900 miljoner kr / 100 miljoner aktier = 9 kr per aktie, men istället 1 kr i aktieägares plånbok per aktie |

Ett vanligt missförstånd är att aktiepriset stiger i och med att antalet aktier minskar, och att det är så aktieägare får ta del av "utdelningen". Så är inte fallet, eftersom bolagets värde sjunker i och med att pengar flyter ut ur bolaget (till aktiesäljarna).
Den som vill ta del av "utdelningen" i rena pengar kan göra en "hemmagjord utdelning" genom att sälja en del av sina aktier. Säg att en storägare i företaget i exemplet ovan äger 10 % av aktierna och vill få 10 % av de 100 miljoner kr som företaget använder för aktieåterköpet. Då säljer storägaren helt enkelt 10 % av sina aktier, det vill säga 1 miljon aktier. När det hela är klart har storägaren 9 miljoner aktier och 10 miljoner kronor - men denne äger fortfarande 10 % av företaget, som nu bara har 90 miljoner aktier totalt. Nettoeffekten blir densamma som om företaget hade beslutat om aktieutdelning om 100 miljoner kr: då hade storägaren haft 10 miljoner aktier och 10 miljoner kronor, men hen hade fortfarande bara haft 10 % av företaget och aktiepriset hade sjunkit från 10 kr till 9 kr (eftersom 10 % av bolagets värde hade använts till utdelning).

## Syfte
Det yttersta syftet med ett aktieåterköp, liksom med traditionell aktieutdelning, är för det mesta att flytta tillgångar från företaget till företagets ägare (aktieägarna). Vilket av de två företaget väljer och hur det sedan genomförs beror på företagets utdelningspolitik. Här listas några möjliga skäl till att välja aktieåterköp framför aktieutdelning.

### Traditionell utdelning skapar förväntningar
När ett företag börjar med aktieutdelning är det svårt att sluta, eftersom marknaden reagerar negativt på sänkta utdelningar. Tendensen för aktieutdelningar att vara "klistriga" på detta sätt dokumenterades redan 1956 av John Lintner. Aktieåterköp anses vara mer flexibelt; ett företag som gör aktieåterköp för en miljard kronor det ena året "bestraffas" inte aktieprismässigt nästkommande år även om företaget då inte gör några aktieåterköp alls. Många företag undviker därför traditionell aktieutdelning.

### Företaget anses undervärderat
Företag vars ledning anser att företaget är undervärderat av marknaden kan besluta om aktieåterköp för att till marknaden signalera ledningens förtroende i företaget. Den signalen verkar ha en viss effekt, ca 3 % (av aktiepriset), men en studie av Ikenberry, Lakonishok och Vermaelen visar att det är en underreaktion. Studien gjordes dock över perioden 1980-1990 och det är möjligt att marknadsreaktionerna idag är mer korrekta.

### Skattetekniska skäl
För en traditionell utdelning beskattas mottagaren i de flesta länder med någon form av kapitalvinstskatt. Om aktieägaren i exemplet ovan skulle beskattas med 30 % på utdelningen skulle hen alltså skatta 3 miljoner kronor. Vid ett aktieåterköp skulle hen inte beskattas alls, eftersom hen inte tagit emot några pengar. Skatten skulle bli aktuell först när aktieägaren valde att avyttra aktier (i Sverige skulle det leda till 30 % skatt på kapitalvinsten, det vill säga försäljningspriset jämfört med inköpspriset). I länder där skatten på aktieutdelning skiljer sig från skatten på vinst från aktieförsäljning kan det vara ännu mer relevant att göra en ordentlig avvägning mellan de två metoderna. För åtminstone amerikanska företag visar studier dock att skatt inte är en dominerande faktor i företagens beslut om utdelning och utdelningsform.

### Hänsyn till aktieägarklientelet
Flera studier har visat att äldre lekmannainvesterare föredrar aktier som betalar ut utdelning. Företag i verksamhetsområden med fler äldre investerare möter således högre efterfrågan på aktieutdelning, och kan för att locka till sig dessa investerare prioritera aktieutdelning framför aktieåterköp.

## Metod
Det finns flera sätt att genomföra ett aktieåterköp: genom den öppna marknaden, genom ett anbudsförfarande, eller genom ett riktat återköpsprogram. Det vanligaste, cirka 95 %, är genom den öppna marknaden. Under ett anbudsförfarande erbjuder företaget att köpa aktier för ett specificerat pris, vanligtvis 10–20 % mer än marknadsvärdet, under en begränsad tid. Här kan det finnas begränsningar som till exempel att ett visst antal aktier måste säljas för att hela affären ska gå i lås.
I ett riktat återköpsprogram erbjuds en eller flera specifika aktieägare (vanligtvis större aktieägare) att sälja aktier till företaget, och priset förhandlas direkt mellan parterna. Det kan ske till exempel om en större aktieägare vill divestera i företaget samtidigt som marknaden inte är tillräckligt likvid för att köpa så många aktier utan att aktiepriset allvarligt påverkas. Ett annat scenario är att företagets ledning vill köpa ut en större aktieägare som hotar med takeover, så kallad greenmail.

## Historik

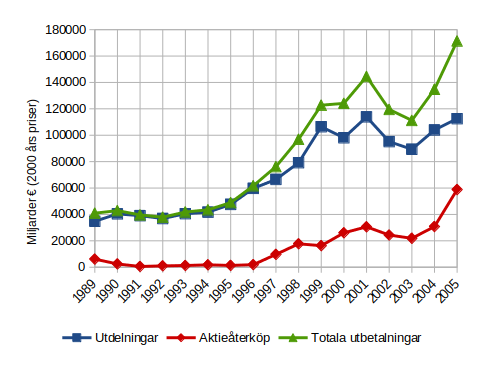
Utdelningar och aktieåterköp för börsnoterade industribolag i 15 EU-länder, 1989-2005.

Traditionell aktieutdelning är i stort sett lika gammalt som aktiebolagskonceptet självt, det vill säga åtminstone 400 år, men aktieåterköp är ett betydligt modernare fenomen. Så sent som på 1950-talet var det i princip icke-existerande. I en studie av börsnoterade industriföretag i Europeiska unionen under perioden 1989-2005 så minskade andelen företag som gav utdelning från 88 % till 51 % samtidigt som andelen med återköpsprogram för aktier ökade från 6 % till 17 %.

## Aktieåterköp i Sverige
Aktiebolag i Sverige fick tidigare inte förvärva sina egna aktier, eller dotterbolag aktier i moderbolag, annat än under vissa speciella omständigheter: i samband med övertagande av en affärsrörelse, vid inlösen av aktier på grund av maktmissbruk, och vid inrop på auktion av aktier som har utmätts för bolagets fordran. Dock var sådana aktier tvungna att avyttras snarast, allra senast tre år efter förvärvet, annars ogiltigförklarades dem. Efter Aktiebolagskommitténs förslag (SOU 1997:22) blev återköp av egna aktier från och med den 10 mars 2000 tillåtet i Sverige. Idag regleras förvärv av egna aktier framförallt i nittonde kapitlet av aktiebolagslagen (ABL), "Förvärv av egna aktier m.m.".
Under 2018 köpte svenska företag tillbaka aktier för 13,2 miljarder kronor. Företagen lade i snitt 3,5 procent företagens kapital på aktieåterköp.